# Mount Holloway, Antarktis
Mount Holloway är ett berg i Antarktis. Det ligger i Östantarktis. Nya Zeeland gör anspråk på området. Toppen på Mount Holloway är 2 650 meter över havet, eller 79 meter över den omgivande terrängen. Bredden vid basen är 2,0 km.
Terrängen runt Mount Holloway är huvudsakligen lite bergig. Trakten är obefolkad. Det finns inga samhällen i närheten.